# Вайнер Ілля Гершович
Ілля Гершович Вайнер (нар. 10 червня 1925, Харків — пом. 1973) — український радянський архітектор єврейського походження.
Народився 10 червня 1925 року в місті Харкові (тепер Україна). 1951 року закінчив Київський інженерно-будівельний інститут.
Споруди в Києві:
- житлові будівлі Академмістечка (1959, у співавторстві з Н. Сардаковською);
- готель «Дружба» (1965);
- палац культури «Україна» (1970, у співавторстві з Євгенією Маринченко і Петром Жилицьким).